# Eru
Eru (quenya "Den Ene") eller Ilúvatar (quenya "Al-fader") er i J.R.R. Tolkiens univers altets skaber og den højeste guddom, som skabte ainurne og verden Eä (inkl. Midgård). Eru har ikke efterfølgende – med undtagelse af riget Númenors fald – grebet ind i verdens gang, men foretrækker i stedet at lade valarne og maiarne om at styre den.
Ainurne opstod som børn af Erus tanke. Efter at de sammen havde skabt verden, skabte Eru tillige elverne, som kaldes hans førstefødte, og senere menneskene. Til valar og elvere gav han landet Aman, hvortil hverken mennesker eller andre racer havde adgang, og hvor elverne kunne søge tilflugt, når de blev trætte af verdens krig og ufred.